# Dusmetia latiscapa
Dusmetia latiscapa är en stekelart som beskrevs av Xu 2004. Dusmetia latiscapa ingår i släktet Dusmetia och familjen sköldlussteklar. Inga underarter finns listade i Catalogue of Life.